# 1184-es busz
Az 1184-es jelzésű autóbuszvonal távolsági autóbuszjárat Budapest és Nagykanizsa valamint Lenti között, melyet a Volánbusz Zrt. lát el.

## Közlekedése
Budapest, Népliget és Nagykanizsa valamint Lenti Autóbusz-állomás között közlekedik.  
Nagykanizsa felé három járat, Budapest felé négy járat szállítja az utasokat. Egy járat közlekedik Lenti és Budapest között a hetek első munkanapját megelőző napokon, a többi 3 járatpár Budapest és Nagykanizsa között szállítja az utasokat. Nagykanizsa felé egy járat, Budapest felé kettő járat közlekedik naponta.

## Megállóhelyei
| 0 | Budapest, Népliget autóbusz-pályaudvar végállomás | 15 | 5 | 1, 1A 83 254E 901, 914, 914A, 918, 950, 950A 607, 608, 616, 625, 626, 627, 628, 629, 630, 631, 632, 633, 635, 636, 650, 653, 654, 655, 656, 657, 660, 661, 679 1080, 1085, 1087, 1090, 1092, 1094, 1110, 1111, 1113, 1115, 1120, 1121, 1123, 1125, 1131, 1134, 1136, 1172, 1173, 1174, 1175, 1176, 1177, 1183, 1185, 1188, 1189, 1193, 1194, 1205, 1212, 1215, 1216, 1229, 1251, 1253, 1254, 1257, 1268            |
| 1 | Budapest, Petőfi híd, budai hídfő                 | 14 | 4 | 4, 6 153, 154, 212, 212A, 212B 918 1172, 1173, 1174, 1175, 1176, 1177, 1183, 1185, 1188, 1189, 1193, 1194, 1205, 1212, 1215, 1216, 1229, 1251, 1253, 1254, 1257 |
| 2 | Budapest, Újbuda-központ                          | 13 | 3 | 4, 6, 17, 41, 47, 48, 56, 61 33, 58, 150, 150B, 153, 154, 212, 212A, 212B 973, 973A 1172, 1173, 1174, 1175, 1176, 1177, 1183, 1185, 1188, 1189, 1193, 1194, 1205, 1212, 1215, 1216, 1229, 1251, 1253, 1254, 1257 |
| 3 | Budapest, Sasadi út                               | 12 | 2 | 8E, 40, 40B, 40E, 53, 87, 87A, 88, 88A, 108E, 139, 140, 140A, 150, 150B, 153, 154, 172, 173, 187, 188, 188E, 240, 272 908, 940, 941, 972 731, 760, 764 1187 1172, 1173, 1174, 1175, 1176, 1177, 1183, 1185, 1188, 1189, 1193, 1194, 1205, 1212, 1215, 1216, 1229, 1251, 1253, 1254, 1257 |
| 4 | Nagykanizsa, Fortuna                              | 11 | 1 | 5, 5Y, 7, 7Y, 16, 16A, 16E, 16Y 1183, 1735, 1736, 1794 6043, 6163, 6226, 6396, 6403, 6405, 6415 |
| 5 | Nagykanizsa, autóbusz-állomás végállomás          | 10 | 0 | 2, 2E, 4A, 4Y, 5, 5Y, 6E, 7, 7Y, 8, 8Y, 9, 9Y, 10, 10A, 10Y, 15, 16, 16A, 16E, 16Y, 17, 18, 18Y, 24, 25, 28, 28B, 46 1183, 1503, 1562, 1641, 1642, 1666, 1667, 1668, 1726, 1735, 1736, 1794 5686, 5687, 5688, 5972, 6043, 6122, 6138, 6139, 6163, 6226, 6245, 6246, 6247, 6396, 6400, 6401, 6403, 6405, 6415, 6420, 6421, 6425, 6428, 6429, 6435, 6440, 6445, 6446, 6448, 6454, 6456, 6458, 6462, 6465, 6470, 6472 |
|   | Sormás autóbusz-váróterem                         | 9  |   | 1183 6245, 6247, 6435, 6440, 6445, 6446, 6448, 6454 |
|   | Becsehely, templom                                | 8  |   | 1183 6245, 6247, 6440, 6445, 6454, 6458 |
|   | Letenye, autóbusz-állomás                         | 7  |   | 1183, 1641 6245, 6247, 6435, 6440, 6445, 6454, 6456, 6458, 6506, 6520, 6521 |
|   | Murarátka, vegyesbolt                             | 6  |   | 1183 6454, 6456, 6520, 6521 |
|   | Csörnyeföld, községháza                           | 5  |   | 1183, 1641 6454, 6456, 6520 |
|   | Dobri, vegyesbolt                                 | 4  |   | 1183, 1641 6454, 6456, 6457, 6520 |
|   | Tornyiszentmiklós, kultúrház                      | 3  |   | 1183, 1641 6454, 6456, 6457 |
|   | Tornyiszentmiklós, bolt                           | 2  |   | 1183, 1641 6454, 6456, 6457 |
|   | Lovászi, presszó                                  | 1  |   | 1183, 1641 6454, 6456, 6457 |
|   | Lenti, autóbusz-állomás végállomás                | 0  |   | 2, 3, 35, 90, 94 1187 1183, 1193, 1625, 1639, 1641, 1643, 1658, 1669 6238, 6241, 6242, 6248, 6262, 6287, 6446, 6448, 6454, 6456, 6457, 6553, 6560, 6565, 6570, 6576, 6577, 6580, 6585 |